# Aston by Budworth
Aston by Budworth är en civil parish i Cheshire East, i Cheshire i England. Folkmängden uppgick till 306 invånare vid folkräkningen 2011.